# Vince McMahon
Vincent Kennedy „Vince“ McMahon (* 24. srpna 1945) je americký profesionální wrestlingový zakladatel, hlasatel, komentátor, filmový producent, herec a bývalý příležitostný profesionální wrestler. Je zakladatelem profesionální wrestlingové organizace World Wrestling Entertainment (známé jako WWE) sídlící ve Stamfordu v Connecticutu. Do června 2022 zastával funkci CEO a předsedy výkonného výboru. Po získání World Championship Wrestling (WCW) a Extreme Championship Wrestling (ECW) se stal v té době jediným zbývajícím vlastníkem profesionálních wrestlingových organizací (do založení Total Nonstop Action Wrestling a Ring of Honor). 

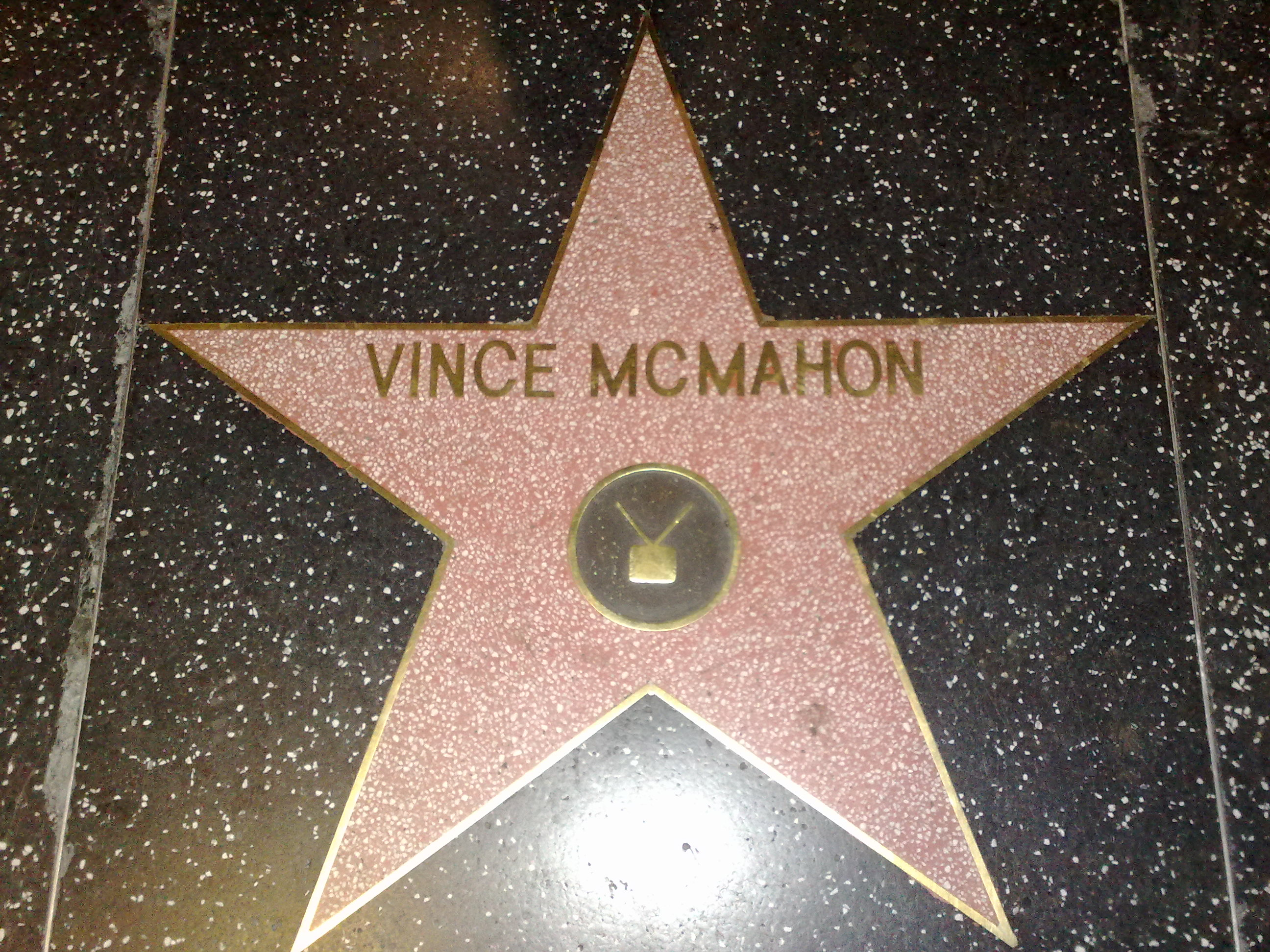
Hvězda Vince McMahona na Hollywoodském chodníku slávy

Vince McMahon hraje postavu Mr. McMahon, založenou na jeho osobě. Ve světě WWE je dvojnásobný světový šampion, držel WWF šampionátu a ECW šampionátu v těžké váze. Je také vítěz Royal Rumble z roku 1999. Má manželku Lindu McMahon, se kterou vedl společnost WWE od jejího založení v roce 1980, v září 2009 ale odstoupila kvůli kandidování do senátu USA.

## Dětství
Vince McMahon se narodil 24. srpna 1945 v Pinehurstu v Severní Karolíně. Jeho otec, Vincent James McMahon, opustil rodinu, když byl Vince ještě dítě. Poté ho nepotkal až do věku 12 let. Vince strávil většinu svého dětství se svou matkou a několika nevlastními otci. Podle rozhovoru s magazínem Playboy, navštěvoval a v roce 1964 dokončil Fishburnskou vojenskou školu ve Waynesboru ve Virginii. Vince tvrdí, že jeden z jeho nevlastních otců, Leo Lupton, jeho matku bil a snažil se na ni zaútočit a tak se ji Vince snažil ochránit. V dětství Vince také prošel dyslexií.

## Obchodní kariéra

### World Wide Wrestling Federation: 1971–79
Vince se nejdříve setkal se zakladatelem Capitol Wrestling Corporation, svým otcem Vincentem J. McMahonem. Díky tomu se začal zajímat o to samé jako jeho otec a následoval jeho kroky v profesionálním wrestlingu a poté ho i doprovázel na cestách do Madison Square Garden. Vince chtěl být také wrestlerem, ale jeho otec mu to nechtěl dovolit slovy, že zakladatelé na show nevystupují a musí se držet dále od svých wrestlerů.
V roce 1968 dokončil univerzitu ve Východní Karolíně s obchodním titulem a po nepopsatelné kariéře jako cestující obchodník toužil převzít manažerskou roli v organizaci svého otce, World Wide Wrestling Federation (i přesto, že jeho otec nebyl nadšený nápadem, že se jeho syn bude zajímat o obchod). V roce 1969 udělal svůj debut jako ringový hlasatel pro show od WWWF, All-Star Wrestling. V roce 1971 byl přesunut malého střediska ve státu Maine, kde založil svůj první card (seznam zápasů). Později se stal hlasatelem pro televizní zápasy nahrazením Raye Morgana v roce 1971, tato role mu trvala až do prosince 1997.
Po celou dobu 70. let se stal prominentní sílou pro společnost jeho otce, a následující desetiletí pomáhal svému otci v ztrojnásobení TV syndikace. Stál za názorem přejmenování společnosti na World Wrestling Federation (WWF), a také se mu to povedlo. Díky němu se právě odehrál v roce 1976 zápas mezi Muhammadem Ali a Antoniem Inokim. V roce 1979 pronajal arénu Cape Cod Coliseum kde zařizoval hokej a koncerty s profesionálním wrestlingem a začal dokazovat, že bude schopný vést WWF po odchodu svého otce. V roce 1980 se McMahon stal předsedou společnosti a začlenil i Titan Sports; v roce 1982, 37letý McMahon vedl přínos Titan z Capitol Wrestling Co. od svého nemocného otce (který zemřel v květnu 1984) a jeho žena Linda převzala kontrolu nad World Wrestling Federation.

### World Wrestling Federation/Entertainment: 1982–současnost

#### 80. léta – wrestlingový boom
V době vedení WWF, byl profesionální wrestling vedený z regionálních kanceláří. Různí podporovatelé sdíleli své porozumění že nebudou navzájem útočit na svá střediska, a tato praxe platila po celá desetiletí. Vince měl jiný pohled na to, jak to s průmyslem bude pokračovat. V roce 1963 se WWF oddělila od National Wrestling Alliance, což byl správní orgán pro všechny regionální střediska po celé zemi až do Japonska.
Začal tedy společnost rozšiřovat po celých USA pomocí arén a podepsanými kontrakty s talenty z jiných společností, jako American Wrestling Association (AWA). V roce 1984 rekrutoval Hulka Hogana jako novou megastar WWF a tito dva si rychle zkreslili zlobu průmyslu a vrstevníků a společnost začala konkurovat jiným společnostem. Nicméně, Vince (který stále byl ve WWF babyface hlasatelem) vytvořil The Rock 'n' Wrestling Connection tím, že do wrestlingových storyline zapojil popové hvězdy. Jako výsledek WWF získala základnu fanoušků a národní publikum a byla uvedena do programu MTV. 31. března 1985 se konala zcela první akce WrestleMania na Madison Square Garden, vysílala se v uzavřeném TV okruhu v USA a sklidila nepochybný úspěch. Hulk Hogan se tak stal pop-kulturní ikonou a idolem dětí.
Později, v 80. letech, zformoval WWF pod značku unikátní sportovní zábavy a tím si získal do publika celé rodiny a fanoušky, kteří by nikdy předtím nezaplatili za vstup na profesionální wrestlingovou akci. Tím, že zařizoval děje a vysoce modernizované cardy zařadil WWF do multi-miliónové říše. V roce 1987 údajně načerpal 93,173 fanoušků do Pontiac Silverdome (což bylo nazýváno jako „největší publikum ve sportovně zábavní historii“) na WrestleManii III, kde byla událost večera Hulk Hogan versus André the Giant.

#### 90. léta – Attitude Era
Po několik let bojování Teda Turnera o World Championship Wrestling, Vince stmelil jeho místo jako odvětví prominentní organizace a to v druhé polovině roku 1990, když zahájil zcela novou značku kterou musel nakonec stejně dát WWF. Společnost nasbírala více publika a cynickou základnu fanoušků, když McMahon přesměroval děj pro více dospělé diváky. Koncept je známý jako „WWF Attitude“ a Vince tuto novou éru propagoval tím, že vzal WWF šampionát na Survivor Series pryč od Breta Harta. Do té doby byl Vince, který léta bagatelizoval jeho vlastnictví organizace WWF, známý jako pouhý vlídný hlasatel a komentátor, zapojil se tedy do děje WWF jako zlý „Mr. McMahon“ a začal feud se Stone Cold Stevem Austinem, který pošpiňoval autoritu svého šéfa. Výsledkem toho, se WWF dostala zpět mezi národní pop-kultury a získala si miliony diváků pro svoje týdenní vysílání Monday Night Raw, což je nejsledovanější show na kabelové televizi.

## Profesionální wrestling

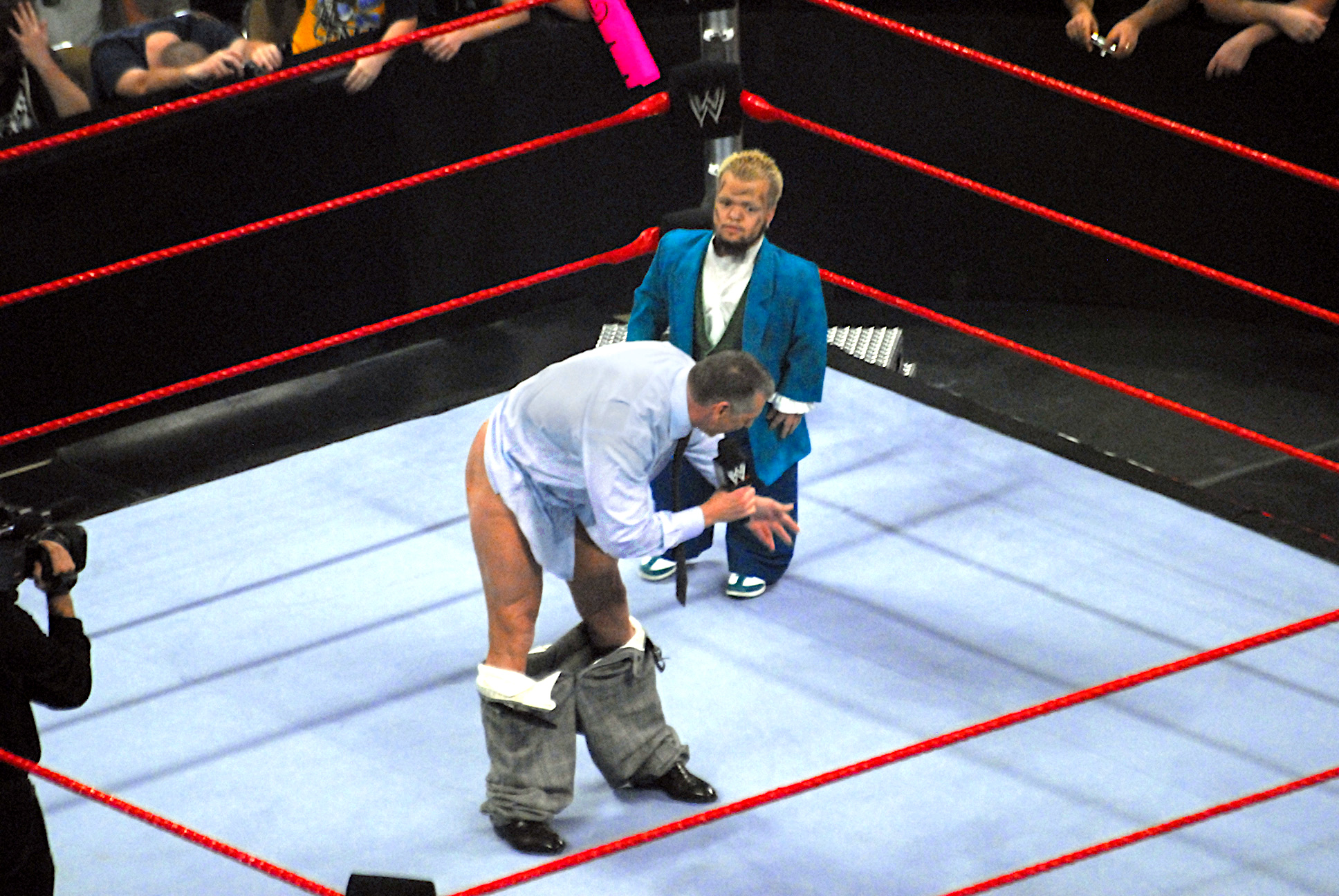
Vince McMahon v ringu

Mr. McMahon je televizní charakter Vince McMahona s gimmickem často sobeckého a potměšilého šéfa. Charakter se otírá o jeho reálný život a mnoho wrestlingových fanoušků nenávidělo Vince pro jeho „Montreal Screwjob“ na Survivor Series v roce 1997.
I několik dalších gimmicků se stalo nedílnou součástí McMahonova televizního charakteru, jako jeho hrdelní výkřik „Máš padáka!“ (v originále „You're fired!“), a jeho „energická chůze“ – přehnaný nástup do ringu s mávání rukama a houpaní hlavou ze strany na stranu povýšeným způsobem. Podle Jima Cornette je jeho energická chůze inspirována jedním z McMahonových oblíbených wrestlerů z dětství, Dr. Jerry Graham. Fabulous Moolah ve své autobiografii napsala, že inspirací je na rozdíl „Nature Boy“ Buddy Rogers. Vince se příležitostně svého charakteru upustil a to při různých životních událostech ovlivňujících WWE, jako smrt Owena Harta na Over the Edge v roce 1999.

## Ostatní media
V roce 2001 poskytl rozhovor pro magazín Playboy i se svým synem Shanem. V březnu 2006 (ve věku 60 let) se objevil na titulní stránce magazínu Muscle & Fitness. 22. srpna 2006 bylo vydáno DVD o jeho kariéře. DVD je pojmenováno jednoduše McMahon.

## Osobní život

### Rodina
Vince se oženil s Lindou McMahonovou 26. srpna 1966 v New Bern v Severní Karolíně. Poprvé se setkali v kostele když Lindě bylo 13 let a Vinceovi 16. V té době byl Vince známý jako Vince Lupton, protože používal jméno svého nevlastního otce. Navzájem byli představeni Vincovou matkou, Vicky H. Luptonovou (nyní Vicky Askewová). Mají spolu dvě děti, Shane a Stephanii, oba dva strávili nějaký čas na televizních obrazovkách WWF/E. Shane opustil společnost 1. ledna 2010; zatímco Stephanie pokračuje v aktivní zákulisní roli.
Vince má šest vnoučat: Declana Jamese a Keynona Jesse McMahon a vnuka narozeného v roce 2010 (děti Shana a jeho manželky Marissy); a Auroru, Murphy Claire a Vaughn Evelyn Levesqueovou, což jsou dcery Stephanie a jejího manžela Paula „Triple H“ Levesque.

### Majetek
Vince vlastní dům za 12 miliónů dolarů na Manhattanu, panské sídlo za 40 miliónů dolarů v Greenwichi v Connecticutu, rekreační dům za 20 miliónů dolarů a 47 stop dlouhou sportovní jachtu pojmenovanou Sexy Bitch. Magazín Forbes odhadl jeho majetek na 1,1 miliardy dolarů a se zálohováním WWE je miliardář roku 2001. Rodina McMahon byla zároveň většinovým vlastníkem WWE  a to do září roku 2023, kdy se jím stala společnost Endeavour. 

### Obvinění z obtěžování
Rita Chattertonová (ringové jméno: „Rita Marie“) byla bývalá rozhodčí která je známa pro svoje působení ve WWF v 80. letech. Byla to první ženská rozhodčí ve WWF, zřejmě v celé historii profesionálního wrestlingu. Vede spory o sexuálním harašení proti Vincovi. 3. dubna 1992 Chattertonová vystupovala v televizní show Geralda Rivery jménem Now It Can Be Told a tam řekla, že 16. července 1986 se ji snažil přinutit vykonávat s ním orální sex v jeho limuzíně a po jejím odmítnutí se ji pokusil znásilnit.
Dne 1. února 2006 byl obviněn ze sexuálního obtěžování barové pracovnice v Boca Raton na Floridě. Jeho žena Linda McMahonová byla v té době v Miami kvůli Royal Rumble 2006. Později bylo upřesněno, že údajný incident byl nahlášen policii ještě v ten den, ale ve skutečnosti se vše odehrálo den předtím. 27. března Floridská televizní stanice podala hlášení že proti němu nebyly v důsledku vyšetření podány žádné důkazy.